# Niticampe
Niticampe is een geslacht van vliesvleugeligen uit de familie Tetracampidae. De wetenschappelijke naam van dit geslacht is voor het eerst geldig gepubliceerd in 1988 door Boucek.

## Soorten
Het geslacht Niticampe is monotypisch en omvat slechts de volgende soort:
- Niticampe metallica Boucek, 1988